# Sudanski arapski
Sudanski arapski (ISO 639-3: apd), jedan od arapskih jezika kojima na području Sudana govori oko 15 000 000 ljudi (1991), 1 do 4 milijuna na području Egipta i manje od 100 000 u Eritreji (1991).
Postoji pet dijalekata: kartumski, zapadnosudanski, sjevernokordofanski arapski, ja'ali i shukri.

## Vanjske poveznice
- Ethnologue (14th)
- Ethnologue (15th)